# Eduardo Lefort
Eduardo Lefort Benavides (La Ligua, 25 de noviembre de 1853-Antofagasta, 6 de julio de 1916) fue un médico y político chileno.

## Biografía
Eduardo Lefort nació el 25 de noviembre de 1853 en la comuna de La Ligua, Chile. Hijo de una familia formada por Carlos Le Fort Ehrhorns y María Antonia Benavides.
Se tituló como médico cirujano en la Universidad de Chile, el 28 de abril de 1879. Fue cirujano del Ejército de Chile durante la Guerra del Pacífico.
Ocupó el cargo de alcalde de Antofagasta entre los años 1888 a 1891, siendo el octavo alcalde de la naciente ciudad.
El 13 de septiembre de 1889 contrajo matrimonio con Carlota Levison Cortés, con quien tuvo trece hijos.
Lefort falleció el 6 de julio de 1916 a las 12:30 h, producto de un cáncer de estómago.

Actualmente una calle de la ciudad recibe honoríficamente su nombre.